# We Are the Ones
We Are the Ones – piosenka wydana przez DipDive, której premiera miała miejsce 29 lutego 2008 w celu wsparcia kampanii Baracka Obamy w wyborach prezydenckich w Stanach Zjednoczonych w 2008 (które wygrał stając się tym samym 44. prezydentem USA). Podobnie jak Yes We Can (kolaż dźwiękowy będący teledyskiem a zarazem singlem) pojawiają się w niej gościnni artyści.
Jej autorami są will.i.am oraz Barack Obama.

## Osoby pojawiające się w teledysku
|  | - Zoë Kravitz – 0:09 - Jessica Alba – 0:22, 1:25 - Adrianne Palicki – 0:31 - Andres Levin- 0:32 - Ryan Phillippe – 0:34 - Susanna Hoffs – 0:38 - Jackson Roach – 0:38 - Regina King – 0:39, 0:42 - Kate Del Castillo – 0:45 - Kerry Washington – 0:49 - Will.i.am – 0:49 - Tichina Arnold – 0:50 - Taboo – 0:51 - Macy Gray – 0:56, 1:13 - Ryan Key of Yellowcard – 0:57 - Malcolm Jamal Warner – 0:59 - Troy Garity – 1:03 (trzyma zdjęcie Obamy) | - Freddy Rodríguez – 1:05 - John Leguizamo – 1:09, 1:10, 1:53 - Nate Parker – 1:10 - Jesse Plemons – 1:11, 1:13 - Troy Garity- 1:16, 1:19 - Kerry Washington – 1:30 - Cheryl James – 1:33 - Tyrese Gibson – 1:50 - Eric Mabius – 2:00 - George Lopez – 2:04 - Luis Guzmán – 2:08 - Ryan Key – 2:26, 2:29, 2:32 - Regina King – 2:33 - Anna David – 2:40 - Noah Segan – 2:42 - Omar Benson Miller – 2:43 - Benjamin McKenzie - Leonor Varela – 2:40 |  |